# Henk te Maarssen
Johannes Henricus (Henk) J. Te Maarssen SVD (ur. 3 września 1933 w Groenlo) – holenderski duchowny rzymskokatolicki, werbista, misjonarz, biskup Kundiawy.

## Biografia
Johannes Henricus J. Te Maarssen urodził się 3 września 1933 w Groenlo w Holandii. 31 stycznia 1960 otrzymał święcenia prezbiteriatu i został kapłanem Zgromadzenia Słowa Bożego. Dwa lata później wyjechał do Papui-Nowej Gwinei i rozpoczął pracę duszpasterską w wikariacie apostolskim (od 1966 diecezji) Goroka. Pełnił w nim funkcje wikariusza generalnego (1969-1970) i pracownika Liturgicznego Instytutu Katechetycznego (1972-1982).
W 1982, po utworzeniu diecezji Kundiawy, został jej wikariuszem generalnym. W tym charakterze pracował do 1997. Ponadto był proboszczem w Denglagu (1982-1993), a następnie duszpasterzem w Mingende (1993-2000).
10 maja 2000 papież Jan Paweł II mianował go biskupem Kundiawy. 24 sierpnia 2000 przyjął sakrę biskupią z rąk swojego poprzednika, koadiutora arcybiskupa Madangu Wilhelma Kurtza SVD. Współkonsekratorami byli arcybiskup Madangu Michael Meier SVD oraz biskup pomocniczy Wabagu Arnold Orowae.
Ze względu na osiągnięcie wieku emerytalnego złożył dymisję i 12 stycznia 2009 przeszedł na emeryturę.